# Neogurelca sonorensis
Neogurelca sonorensis is een vlinder uit de familie van de pijlstaarten (Sphingidae). De wetenschappelijke naam van de soort werd in 1919 gepubliceerd door Benjamin Preston Clark.